# Teykovsky (huyện)
Huyện Teykovsky (tiếng Nga: Тейковский райо́н) là một huyện hành chính tự quản (raion), của Tỉnh Ivanovo, Nga. Huyện có diện tích 1282 kilômét vuông, dân số thời điểm ngày 1 tháng 1 năm 2000 là 16500 người. Trung tâm của huyện đóng ở Teykovo.